# Ueli Heiniger
Ueli Heiniger (* 31. Juli 1944 in Langnau im Emmental) ist ein Schweizer Fernsehjournalist und -moderator.

## Werdegang
Ueli Heiniger schloss sein Studium der Pädagogik mit dem Doktorat ab. 1977 kam er zum Schweizer Fernsehen; dort wurde er 1980 Moderator und Redaktor der Sendung Medienkritik. Von 1990 bis 2006 war er Redaktionsleiter und in rund 550 Sendungen Moderator der TV-Diskussionsrunde Zischtigsclub. Nach seiner Pensionierung übernahm Christine Maier die Leitung der Sendung. Heiniger wechselte zum Schweizer Medienkonzern Ringier, wo er per Oktober 2006 die Nachfolge von Peter Glotz als Verantwortlicher für die hausinterne Weiterbildungsreihe DENKwerkstatt antrat.
Heiniger ist verheiratet, hat einen Sohn und lebt in Murten.